# 広島県道261号仁方港線
広島県道261号仁方港線（ひろしまけんどう261ごう にがたこうせん）は、広島県呉市を通る一般県道である。

## 概要
呉市仁方桟橋通から呉市仁方本町2丁目に至る。JR西日本呉線の踏切を越えた先のT字路から終点までは国道185号の旧道を通っている。

### 路線データ
- 起点：呉市仁方桟橋通（仁方港）
- 終点：呉市仁方本町2丁目（仁方第二トンネル西口交差点、国道185号交点）
- 総延長：0.8 km

## 歴史
- 1979年（昭和54年） - 路線認定。

## 路線状況

### 重複区間
- 広島県道279号広仁方停車場線（呉市仁方桟橋通・仁保桟橋入口交差点 - 呉市仁方本町2丁目）

### 道路施設

#### 橋梁
- 港橋（呉市）

## 地理

### 通過する自治体
- 呉市

### 交差する道路
| 交差する道路                             | 交差する場所  | 交差する場所                      |
| ---------------------------------------- | ------------- | --------------------------------- |
| 広島県道279号広仁方停車場線 重複区間起点 | 仁方桟橋通    | 仁保桟橋入口交差点                |
| 広島県道279号広仁方停車場線 重複区間終点 | 仁方本町2丁目 |                                   |
| 国道185号                                | 仁方本町2丁目 | 仁方第二トンネル西口交差点 / 終点 |

### 交差する鉄道
- 呉線

### 沿線
- 仁方港
- JR西日本呉線 仁方駅